# Oxynoemacheilus seyhanicola
Oxynoemacheilus seyhanicola és una espècie de peix pertanyent a la família dels balitòrids i a l'ordre dels cipriniformes.

## Etimologia
L'epítet seyhanicola fa referència al seu lloc d'origen: la conca del riu Seyhan a Turquia.

## Descripció
La femella fa 4,3 cm de llargària màxima. Cos allargat. 3 espines i 8 radis tous a l'aleta dorsal. 3 espines i 5 radis tous a l'anal. Aletes pectorals amb 1 espina i 8-8 radis tous. 2 espines i 6-6 radis tous a les pelvianes. Aleta caudal forcada. Línia lateral contínua.

## Hàbitat i distribució geogràfica
És un peix d'aigua dolça, demersal i de clima subtropical, el qual és un endemisme dels corrents moderàdament ràpids i de substrat de grava del curs inferior de la conca del riu Seyhan a Turquia.

## Estat de conservació
Les seues principals amenaces són la salinització (a causa de l'augment de l'extracció de l'aigua i el canvi climàtic) i la contaminació emesa per les activitats agrícoles i la ciutat d'Adana. A més, la construcció de la presa d'Adana ha fragmentat la seua població i la major part es troba ara aigües avall de la susdita presa. No gaudeix de cap mena de legislació per a la seua conservació i la Unió Internacional per a la Conservació de la Natura recomana encaridament una investigació minuciosa per determinar-ne la seua distribució real i les seues amenaces. Les mesures més urgents per a la seua supervivència s'haurien de centrar en la disponibilitat d'aigua per sota de la presa d'Adana i reduir els nivells de contaminació i d'extracció d'aigua.

## Observacions
És inofensiu per als humans i el seu índex de vulnerabilitat és baix (12 de 100).